# Christian Beck
Christian Beck (Verviers, 4 gennaio 1879 – 29 febbraio 1916) è stato uno scrittore e poeta belga.
Scrittore e militante vallone, spesso firmava i suoi scritto con gli pseudonimi di Joseph Bossi, Voldemar e Fabrice.

Amico di André Gide, si dedicò a creare tra i suoi conterranei una coscienza e una personalità vallone nel campo della letteratura.
Sua figlia Beatrice è stata anch'essa una famosa scrittrice francese.